# Мемориално-възпоменателен комплекс „Барикадите“
Мемориално-възпоменателеният комплекс „Барикадите“ е разположен в местността Барикадите в Средна гора на границата между землищата на с. Старосел, Община Хисаря, Област Пловдив и гр. Копривщица, Община Копривщица, Софийска област.

## Предистория
По време на Първата световна война Стайко Филипов (Байото) и анархистът Пенчо Калканов минават в нелегалност и в продължение на 3 години се укриват от властите. Използват за подслон и каменната колиба в местността Кръста, която по-късно партизаните наричат Барикадите.
През есента на 1943 г. партизанска бригада „Георги Бенковски“ провежда акции в селата Душанци и Кръстевич. Зимува съвместно с чета „Бачо Киро“ от отряда „Чавдар“. Заедно извършват голяма акция на 24 март 1944 г., при която за кратко превземат гр. Копривщица. Отрядът зимува в землянки под връх Богдан, в местността Барикадите и местността „Фетенци“, северно от Панагюрище.

## Изграждане
Построен е по инициатива на комитет за изграждането му за увековечаване паметта на загиналите партизански командири и комисари през 1965 г. Участват формирования на БНА, местни жители със средства и труд, ТКЗС от Копривщица и региона. Построява се път до там и до м. „Меде дере“ и с. Старосел, извършва се електрификация на обекта.
Комплексът включва туристически дом на 3 етажа с хотел-ресторант със заседателна зала, туристическа кухня и музейна сбирка. Обектът тъне в разруха от 1990 г.